# Lucifer (algoritme)
Lucifer is een algoritme voor cryptografische versleuteling van gegevens. Het werd in het begin van de jaren zeventig door Horst Feistel bij IBM ontwikkeld en was een van de eerste civiele encryptiealgoritmen. Gegevens kunnen in blokken van 32, 48 of 128 bits worden vercijferd en werken met sleutels met een lengte van 48, 64 of 128 bits. De veelgebruikte data-encryptiemethode DES, die tot circa 2000 de standaardmethode was in de Verenigde Staten, is ervan afgeleid.

## Websites
- LUCIFER: the first block cipher.